# Elaphria hemileuca
Elaphria hemileuca är en fjärilsart som beskrevs av Jones 1908. Elaphria hemileuca ingår i släktet Elaphria och familjen nattflyn. Inga underarter finns listade i Catalogue of Life.